# Franjo Sušnik
Franjo (Franc) Sušnik hrvaški leksikograf, jezikoslovec. * 25. november, 1686, † 30. april, 1739, Zagreb.
Rodil se je v Medžimurju. Ni podatka o kraju njegovega rojstva. Študiral je v Gradcu in Judenburgu. Bil je profesor na varaždinski gimnaziji (1713-1714), potem v Zagrebu (1714-1715; 1720-1721). V Zagrebu je predaval sintakso, kasneje retoriko. Imel je tudi različne duhovniške in organizatorske službe v Osijeku in Zagrebu ter v Pečuju na Ogrskem.
Bil je pomočnik Andreja Jambrešića pri Velikem kajkavsko-latinsko-madžarsko-nemškem slovarju Lexicon Latinum (Latinski slovar). Nekateri raziskovalci mislijo, da je bil Sušnik avtor Lexicona, medtem ko je Jambrešić samo dopolnil slovar.
Lexicon Latinum se je objavil po Sušnikovi smrti leta 1742. Napisal je še dva kajkavska molitvenika Putni tovaruš (Sopotnik) in Put vu nebo (Pot v nebo) (1734).